# Stella Mwangi
 For alternative betydninger, se STL.
Stella Nyambura Mwangi (født 1. september 1986 i Nairobi, Kenya) er en norsk-kenyansk sangerinde og komponist. 
Flere af Mwangis sange handler om situationen i hendes hjemland Kenya, samt om diskriminationen som hun og hendes familie gennemgik efter at være flyttet til Norge i 1991. 
Noget af Mwangis musik har været brugt i film som American Pie 5 og Save The Last Dance, samt i tv-serier som CSI: New York og Scrubs og hun har bl.a. optrådt for Nelson Mandela. 
Mwangi har vundet adskillige priser og blev særdeles populær i Norge efter at hun vandt det nationale melodi grand prix i februar 2011. Hun deltog i Eurovision Song Contest 2011 for Norge med sangen "Haba Haba" (swahili for gradvist), men kom ikke videre fra den første semifinale, på trods af at hun var udpeget som en af vinderfavoritterne.